# Anil Singhal

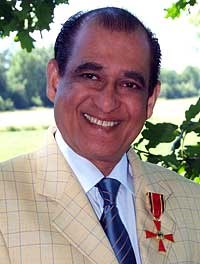
Anil Singhal, 2016

Anil Singhal (* 11. September 1943 in Aligarh, Britisch-Indien; † 10. Mai 2017 in Paderborn) war ein indisch-deutscher Arzt, der für sein humanitäres Engagement mit dem Bundesverdienstkreuz am Bande ausgezeichnet wurde. Außerdem wurde er als Anwärter für den Friedensnobelpreis 2015 nominiert.

## Leben
Singhal studierte Medizin an der Universität Heidelberg. Er promovierte 1973 und erhielt 1975 die Facharztanerkennung im Fach Gynäkologie und Geburtshilfe von der Ärztekammer Rheinland-Pfalz. Von 1975 bis Ende 1978 war Singhal Oberarzt und Chefarztvertreter im St.-Josefs-Krankenhaus Salzkotten. Ab 1979 war er als niedergelassener Gynäkologe, später bis zu seinem Ableben als Allgemeinmediziner in Delbrück tätig. Singhal war zwischen 1989 und 1997 Mitglied der Kammerversammlung der Ärztekammer Westfalen-Lippe. Daneben war er lange Jahre Vorstandsmitglied im Hausärzteverband Westfalen-Lippe. Er ist Präsident des von ihm mitgegründeten Hilfswerks „Hilfe für die Kinder e. V.“ und engagiert sich für notleidende Kinder in der Dritten Welt. Für sein humanitäres Engagement wurde Singhal 1989 mit dem Bundesverdienstkreuz am Bande ausgezeichnet. 2009 trat Singhal erfolglos als Bürgermeisterkandidat für Delbrück an.
Anil Singhal wurde 2015 für den Friedensnobelpreis nominiert.
Er verstarb am 10. Mai 2017 in einem Paderborner Krankenhaus.

## Publikationen (Auswahl)
- Vergleichende statistische Untersuchungen über Schwangerschafts-, Geburts- und Wochenbettverlauf bei jugendlichen und alten Erstgebärenden. Dissertation. Universität Heidelberg 1973.
- Ultraschalldiagnostik in der allgemeinmedizinischen Praxis. In: Der Praktische Arzt/Arzt für Allgemeinmedizin. H. 31, 1982.
- Der Einfluß des Alters auf Schwangerschaft, Geburt und Wochenbett bei Erstgebärenden. In: Der Frauenarzt. H. 1, 1975.
- Die Bedeutung der Ultraschalldiagnostik in der Geburtshilfe. In: Ärzteblatt Rheinland-Pfalz. Juli 1975, S. 486–490.
- Indien – die volkreichste Demokratie der Welt. In: Delbrücker Stadt-Echo.
- Probleme der Sprachschwierigkeiten ausländischer Patienten in der Arztpraxis und Klinik. In: Europa Dokumentaro (Vortrag, gehalten beim Internationalen Symposium der Wissenschaftler in Manila/Brasilien).